# Soledad Real López
Soledad Real López (Barcelona, 1917-Barcelona, 6 de febrero de 2007) fue una activista, militante comunista y antifranquista española.

## Primeros años
Nació en el barrio de La Barceloneta en 1917. Su madre era de clase acomodada, bordadora, religiosa y conservadora. Su padre era un labrador de Almansa (Albacete) que emigró a Barcelona para trabajar como obrero metalúrgico en las calderas de La Maquinista Terrestre y Marítima.
Asistió a la escuela hasta los 7 años, cuando fue expulsada por la implicación política de su padre en la huelga de La Maquinista. A la edad de 9 años empezó a trabajar de forma asalariada cosiendo a domicilio para una modista del barrio. A partir de entonces iría de trabajo en trabajo, todos relacionados con la confección: taller particular, fábrica de confección de pañuelos mecanizada, y en una fábrica de confección de impermeables. Durante la Segunda República trabajó en una tienda de ropa de niños. Años más tarde trabajó en un taller de alta costura durante 10 años.
En 1931 conoce al que será su primer marido, Rafael García. Tres años más tarde (1933), con su ingreso en el Club cultural y deportivo Avanti de la Barceloneta y en las Juventudes Comunistas, inicia su actividad en el mundo político. Una actividad que no pararía hasta su muerte en 2007.
En el Club cultural y deportivo Avanti empezó a leer literatura política y a participar de las actividades de la célula. Cuando estalló la revolución de Octubre en Asturias (1934) participó en el trabajo de atención y recogida de los refugiados.

## Guerra civil
Con el inicio de la guerra civil se integró en las Juventudes Socialistas Unificadas de Cataluña (JSUC) y con esta organización preparó la movilización y la resistencia antifascista.
Durante el transcurso de la guerra, se formó políticamente en la escuela de cuadros de Lina Odena y participó en el proceso de creación de la Alianza Nacional de la Mujer Joven (1937), junto a figuras como Teresa Pàmies, Margarida Abril e Isabel Vicente. En agosto del mismo año salió elegida como miembro del Comité Nacional de las JSUC, también fue responsable de mujeres del Comité Local de las Juventudes Socialistas Unificadas (JSU), concretamente de la Comisión de la Mujer del Ejecutivo. Su compañero Rafael García se suicidó en el frente de Aragón. Al final de la guerra ayudó a la evacuación de los republicanos.

## Activismo político, torturas y cárcel
Después de estar internada en diferentes campos de refugiados, las autoridades francesas la obligaron a volver a España por la frontera de Hendaya el 1 de noviembre de 1939.
En Barcelona empezó la reconstrucción del PSUC y las Juventudes. Fue detenida el 23 de agosto de 1941 junto a gran parte de su grupo y trasladada por la policía a la comisaría de Vía Layetana, 
donde recibieron todo tipo de torturas e interrogatorios durante 28 días. Fue golpeada con vergajos, como recordaba ella misma:

Subían y bajaban sobre mi cuerpo de forma rítmica pero con furia. Como se cansaban se turnaban de dos en dos. La última parte la terminaron subiéndose encima de mi cuerpo tendido en el suelo.

Fue condenada a 30 años de prisión, de los que cumplió 16 en diversas prisionesː Les Corts (Barcelona), Torrero (Zaragoza), Ventas (Madrid), Málaga, Segovia y Alcalá de Henares.
Salió bajo libertad condicional el 16 de junio de 1957 con la prohibición de volver a Barcelona. Se instaló en Madrid y se casó con Paco Rebato. En 1970 participó en la Asociación castellana de Amas de casa y consumidoras. Frecuentó el Movimiento Democrático de Mujeres y el Club de Amigos de la Unesco de Madrid (COUM).
En 1999 se presentó como candidata al Parlamento Europeo por el Partido Feminista. También se dedicó a dar charlas y conferencias hablando de las mujeres en las prisiones y sobre la represión de la dictadura.
Se trasladó a vivir a Barcelona y colaboró con la Fundación Pere Ardiaca que la hizo socia de honor.
Murió a la edad de 89 años el 6 de febrero de 2007 en Barcelona.

## Distinciones
Recibió varios premios, entre otros, el Rosa Manzano y Ana Torán de manos del presidente del gobierno español, José Luis Rodríguez Zapatero.
Sobre su vida se han editado dos libros: Las cárceles de Soledad Real en 1982 de Consuelo García (Ed. Alfaguara), basada en las entrevistas realizadas por Consuelo García a Soledad Real, y Soledad Real (1917) en 2001 de Fernando Hernández Holgado (Biblioteca de Mujeres. Ediciones del Orto), una semblanza del personaje. También ha servido de inspiración a otros, como La voz dormida de Dulce Chacón.